# Andrena sublayiae
Andrena sublayiae is een vliesvleugelig insect uit de familie Andrenidae. De wetenschappelijke naam van de soort is voor het eerst geldig gepubliceerd in 1970 door LaBerge & Bouseman.